# أندريس أغيري روميرو
أندريس أغيري روميرو (بالإسبانية: Andrés Aguirre Romero)‏ هو سياسي مكسيكي، ولد في 26 أغسطس 1972 في ولاية مكسيكو في المكسيك. حزبياً، نشط في الحزب الثوري المؤسساتي. وقد انتخب عضو مجلس النواب المكسيك عن دائرة 39th federal electoral district of the State of Mexico ‏ وقد انضم خلال فترته النيابية ‏ للكتلة البرلمانية الحزب الثوري المؤسساتي.